# André Dhôtel
 (août 2025).
Œuvres principales
- Le Village pathétique (1943)
- Les Chemins du long voyage (1949)
- Le Pays où l'on n'arrive jamais (1955)
- Les Mystères de Charlieu-sur-Bar (1962)
- Le Mont Damion (1964)
- Pays natal (1966)
- L'Azur (1968)
- Le Soleil du désert (1973)
- Les Disparus (1976)

André Dhôtel, né le 1er septembre 1900 à Attigny (Ardennes) et mort le 22 juillet 1991 à Paris 15e, est un écrivain français, à la fois romancier, conteur et poète.
Connu du grand public par le roman Le Pays où l'on n'arrive jamais, prix Femina 1955, il est l'auteur d'une œuvre abondante et singulière, où s'exprime un merveilleux proche du quotidien, dans lequel le rapport à la nature joue un grand rôle.

## Biographie

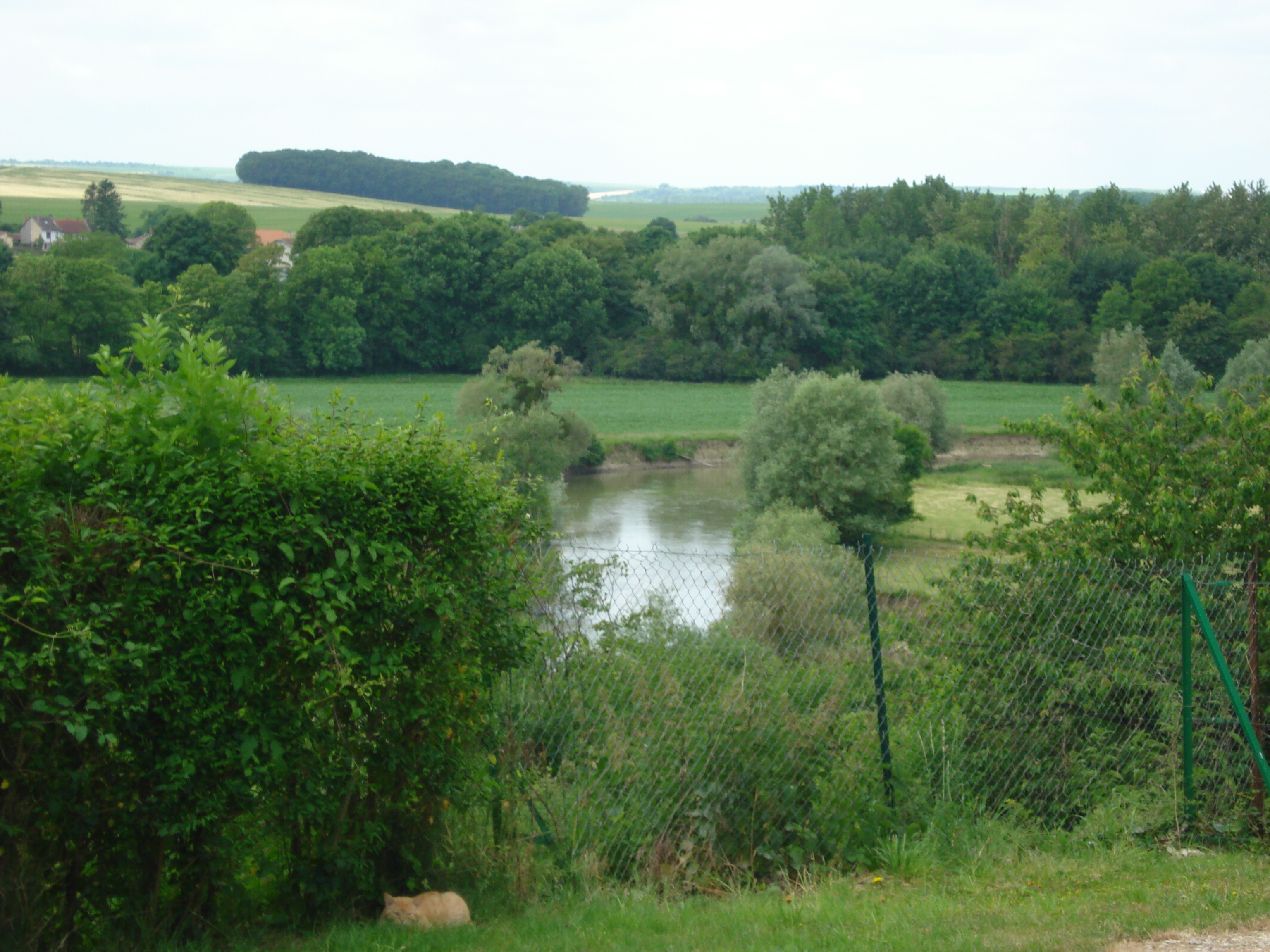
La vallée verte et humide de l'Aisne, observée de la maison d'André Dhôtel, au Mont-de-Jeux.

André Dhôtel naît le 1er septembre 1900 à Attigny. C'est dans ce bourg chef-lieu de canton rural, où son père est greffier de paix, qu'il passe ses six premières années. Il évoque ses souvenirs d'enfances au voisinage du gué de l'Aisne dans Terres de mémoire (1979),. Le père d'André Dhôtel est nommé en 1907 commissaire-priseur à Autun, et la famille le suit. Mais André reviendra pour les vacances dans ses Ardennes natales, à Saint-Lambert où vivaient ses grands-parents. À Autun, l'écolier pourtant appliqué, féru d'histoire naturelle et de minéralogie, jeune lecteur de Jean-Jacques Rousseau et de romans d'aventure de l'ouest américain pratique volontiers l'école buissonnière et parcourt la région découvrant les vastes bois, se baignant dans les rivière Arroux et Ternin, même s'il garde une prédilection pour les premiers paysages lumineux des confins ardennais de l'enfance. Ses parents auraient quitté la sous-préfecture d'Autun avant la Grande Guerre, mais seraient revenus en réfugiés, le Nord de la France étant occupé par l'armée allemande, André Dhôtel accomplit l'essentiel de sa scolarité secondaire au collège d'Autun jusqu'en 1917. Il poursuit ses études à Paris, étudiant à la Sorbonne.
De 1917 à 1920, il découvre et approfondit l'œuvre de Rimbaud. Nommé surveillant dès novembre 1918 à Sainte-Barbe, en compagnie du futur chansonnier Raymond Souplex, il prépare une licence de philosophie. André Dhôtel effectue son service militaire de 1920 à 1923, avec les écrivains Georges Limbour, Roger Vitrac et Marcel Arland. Il fonde avec ce dernier les revues Aventure en 1921, et Dès, qui n'aura qu'un unique numéro.
Brièvement répétiteur à Saint-Omer, il est ensuite nommé professeur à l'Institut supérieur d’études françaises d’Athènes en 1924. Il découvre ainsi la Grèce et parcourt ses îles pendant ses quatre années à l'Institut français d'Athènes. Il n'est pas rare de trouver des références du monde hellénique ou des personnages grecs dans ses romans de maturité, dont quatre se déroulent essentiellement en Grèce : Ce lieu déshérité, Gallimard 1949, Ma chère âme, Gallimard 1961, L'Île de la Croix d'Or, Gallimard  1979, Lorsque tu reviendras, Phébus, 1986.
Rentré en France, il est nommé au collège de Béthune en 1928 et publie ses premiers textes poétiques (Le Petit livre clair). Nommé ensuite à Provins, en Seine-et-Marne, il publie en 1930 Campements, son premier roman, chez Gallimard. En 1932 il épouse Suzanne Laurent, la fille d'un négociant en vins de Provins. Leur fils François naît en 1933.
Toutefois, en marge d'une vie de famille sereine et heureuse, sa carrière littéraire stagne. De 1930 à 1940, l'écrivain est refusé par les principaux éditeurs.
De 1935 à 1938, le professeur de philosophie est en poste à Charolles. Déçu, puisqu'il souhaite ardemment être nommé à Paris ou à proximité, il traverse des périodes de dépression qui lui imposent de longs congés, fort peu appréciés de l'administration. Il est ensuite, malgré ses demandes parisiennes, muté à Valognes en Normandie en 1938 jusqu'en 1940. André Dhôtel connaît ainsi des moments difficiles et une perte de confiance dramatique. Ces troubles psychiques complexes, évoqués plus tard, avec détournement distant et légèreté, dans Le garçon qui disait n'importe quoi nécessitent des soins psychiatriques et une réhabilitation progressive, pour ne pas devenir un « simple d'esprit » selon une crainte infondée, s'impose avec le soutien de toute sa famille. Rétabli dans sa pleine conscience, André Dhôtel, professeur apaisé redevenu marcheur infatigable, retrouve un grand nombre de ses anciens amis d'écriture : il est désormais souvent publié dans les revues Mesures, Marianne. Il est mobilisé quelque temps en 1940. Familier des cercles amicaux animant ces revues, il est devenu un ami de Jean Paulhan et d'Henri Thomas.
Mais c'est finalement grâce à ses amis retrouvés, et surtout l'infatigable Jean Paulhan, qu'il parvient et à se faire publier régulièrement et un poste ardemment souhaitée en proche région parisienne. Paulhan fait accepter son roman Le Village pathétique à la NRF et use de ses relations avec les services académiques pour le faire nommer professeur à Coulommiers en 1943, là où il finira sa carrière professionnelle en 1961. L'année 1943 marque l'essor de sa carrière littéraire. Il anime la revue 84, en compagnie de Marcel Bisiaux, Henri Thomas, Georges Lambrichs, Pierre Leyris, Alfred Kern, Jacques Brenner etc. Son roman David, refusé en 1938 et enfin publié aux Éditions de Minuit, reçoit le prix Sainte-Beuve en 1947. Son activité créatrice et sa production littéraire annuelle prouvent sa bonne santé, tant sur le plan mental que physique. 
En juillet-août 1947, Jean Dubuffet peint son portrait, qu'il intitule Dhôtel nuancé d'abricot. En 1948, André Dhôtel tente sans succès l'aventure théâtrale. Sa pièce "Le pays des Cerisiers" mise en scène par Jean-Louis Barrault ne séduit pas le public d'après-guerre. Il fait la connaissance lors des entretiens de Royaumont en 1949 du poète Jean Follain, avec qui il restera ami jusqu'à la mort de ce dernier en 1971. Dans ces mêmes années il continue à participer à la revue 84, en compagnie de Marcel Bisiaux, Jacques Brenner, Alfred Kern, Armen Lubin et Henri Thomas. L'engagement littéraire d'André Dhôtel est d'abord une histoire d'amitié et de partage de conviction.
Il reçoit la consécration avec le prix Femina attribué en 1955 au Pays où l'on n'arrive jamais. Si l'écrivain publie depuis 1943 presque chaque année un roman, il retrouve après cette reconnaissance en 1955 un large accueil auprès de nombreuses revues et publications, pour ses textes, ses avis et remarques. Il reçoit le Grand prix de littérature pour les Jeunes en 1960. Ce prix de littérature pour la jeunesse peut lui permettre et de se réconcilier avec la maison Gallimard en oubliant la longue brouille des années cinquante et de quitter sa contraignante fonction professorale en 1961.
Après sa retraite de l'enseignement public, la famille Dhôtel partage sa vie entre son appartement parisien de la rue des Entrepreneurs, la maison familiale de Provins  pour résider à Paris. La famille citadine a déjà acquis un ancien "baraquement SNCF" qu'elle aménage en "petite maison blanche" de vacances, à Saint-Lambert-et-Mont-de-Jeux, à quelques kilomètres de sa ville natale Attigny. La famille y passe tous ses étés près de l'Aisne.   
Au milieu des années 1970, André Dhôtel est un écrivain incontournable, reconnu par ses pairs, ainsi il reçoit le Grand prix de littérature de l'Académie française en 1974 et le Grand prix national des Lettres en 1975. Sa commune natale d'Attigny honore l'écrivain en 1984 du titre de citoyen d'honneur et donne son nom à une école primaire d'Attigny. Après sa mort, Saint-Lambert-et-Mont-de-Jeux baptise sa rue principale « rue André-Dhôtel ».
André Dhôtel meurt le 22 juillet 1991 dans le 15e arrondissement de Paris, un an jour pour jour après son épouse, et il est inhumé à ses côtés dans le cimetière de la Ville basse de Provins.

## L'écrivain
André Dhôtel, souvent relégué en écrivain de formation pour la jeunesse ou à quelques obscures dimensions régionalistes, est surtout un littérateur sensible et poète discret, proche d'un art minimal par son écriture accessible à quiconque ou du réalisme magique par ses descriptions finement décousues. Son écriture s'attache à révéler prosaïquement le "merveilleux quotidien", comme le montre, parmi bien d'autres, son roman Bonne nuit, Barbara (1979) où un jeune citadin on ne peut plus rationnel découvre peu à peu tous les mystères de la campagne. Tous ses romans révèlent, au-delà des fantaisies propres à chaque personnage, un goût pour la vie des modestes et des marginaux, mais aussi pour la terre et sa végétation, notamment les milieux ouverts comme la prairie, les champs, les clairières forestières, les tourbières, les vallées observées d'un promontoire etc. ou bien les fleurs, les graminées, les espèces composant les prairies, les haies et les bosquets, sans omettre leurs hôtes, sans oublier les arbres des forêts et leur faune, les divers lieux humides, les plans d'eau et les rivières. Le romancier n’hésite pas non plus à recourir aux schémas éprouvés de l'aventure, jusqu'à y mêler parfois la plus grande fantaisie, comme c'est le cas dans Le Pays où l'on n'arrive jamais, mais aussi Les Voyages fantastiques de Julien Grainebis (1958), Le Neveu de Parencloud (1960).
Attaché à sa région natale, André Dhôtel a évoqué personnellement ses chères Ardennes dans Terres de mémoire et dans Lointaines Ardennes, publiés en 1979. Maurice Nadeau considère que les descriptions des divers paysages des écrits d'André Dhôtel préfigurent bien un "pays" autant réel qu'imaginaire, qu'il dénomme "Dhôtelland" à la façon germanique. Hubert Juin les nomme a contrario les « Ardennes de partout », tant il est facile de se déporter géographiquement à partir de ces écrits marqués par le banal et le quotidien. À moins qu'elles ne soient les « Ardennes de nulle part », rétorquerait André Dhôtel. Toutefois cette région associée à la grande région du "Nord-Pas-de-Calais" est loin d'être le cadre unique de ses romans qui s'attardent volontiers dans les autres lieux divers que l'écrivain a pu connaitre. Ne restons point ancrés et n'oublions pas son attrait pour les littératures étrangères, anglo-saxonnes, allemandes avec les grands écrivains romantiques allemands ou russes avec Gorki et Tchékov, ou encore sa prédilection pour la littérature de voyage ou d'exploration géographique, d'aventure avec Stevenson ou Fenimore Cooper, son engouement pour l'archéologie terrestre ou fluviale, ses lectures d'univers fantastiques ou oniriques, ses coups de cœur pour Charles Dickens que l'on retrouve en filigrane dans son roman "David", allusion à David Copperfield, pour Hoffmann qui imprègnent dans Vaux étranges, 1986 etc. 
André Dhôtel a étudié la philosophie à la Sorbonne et l'a enseignée durant toute sa carrière au lycée. Mais cet excellent connaisseur de la Grèce antique ne cesse d'admirer entre 1924 et 1928 les vastes horizons contemporains et les splendeurs archéologiques de la Grèce moderne. La philosophie antique qui ne dissocie pas arbitrairement la vie de l'Homme et ses engagements idéaux, s'oppose à la philosophie moderne, trop souvent arrimée artificiellement à la science ou ouvrant des voies métaphysiques inédites. Le romancier longtemps ignoré s'oppose tacitement à l'approche philosophique d'Alain, auteur à succès, dont les propos subtils sur le bonheur, l'art de la communication et l'optimisme pacifistes sont à la mode durant l'entre-deux-guerres. S'il a toujours pris soin de ne pas mêler les questions philosophiques ou politiques à ses romans, André Dhôtel avoue une prédilection pour la philosophie antique, notamment celle des présocratiques, ou encore pour la pensée primitive ou pour certaines philosophies orientales, dont la résonance se fait particulièrement sentir dans ses tout derniers textes. La valorisation du "merveilleux quotidien", l'hymne à la joie par une vie simple, la quête de l'art de la fuite vers un ailleurs improbable pour mieux se retrouver en chemin se sont imposés irrémédiablement, après les tourments personnels des années trente, dans l'œuvre réalisée.    

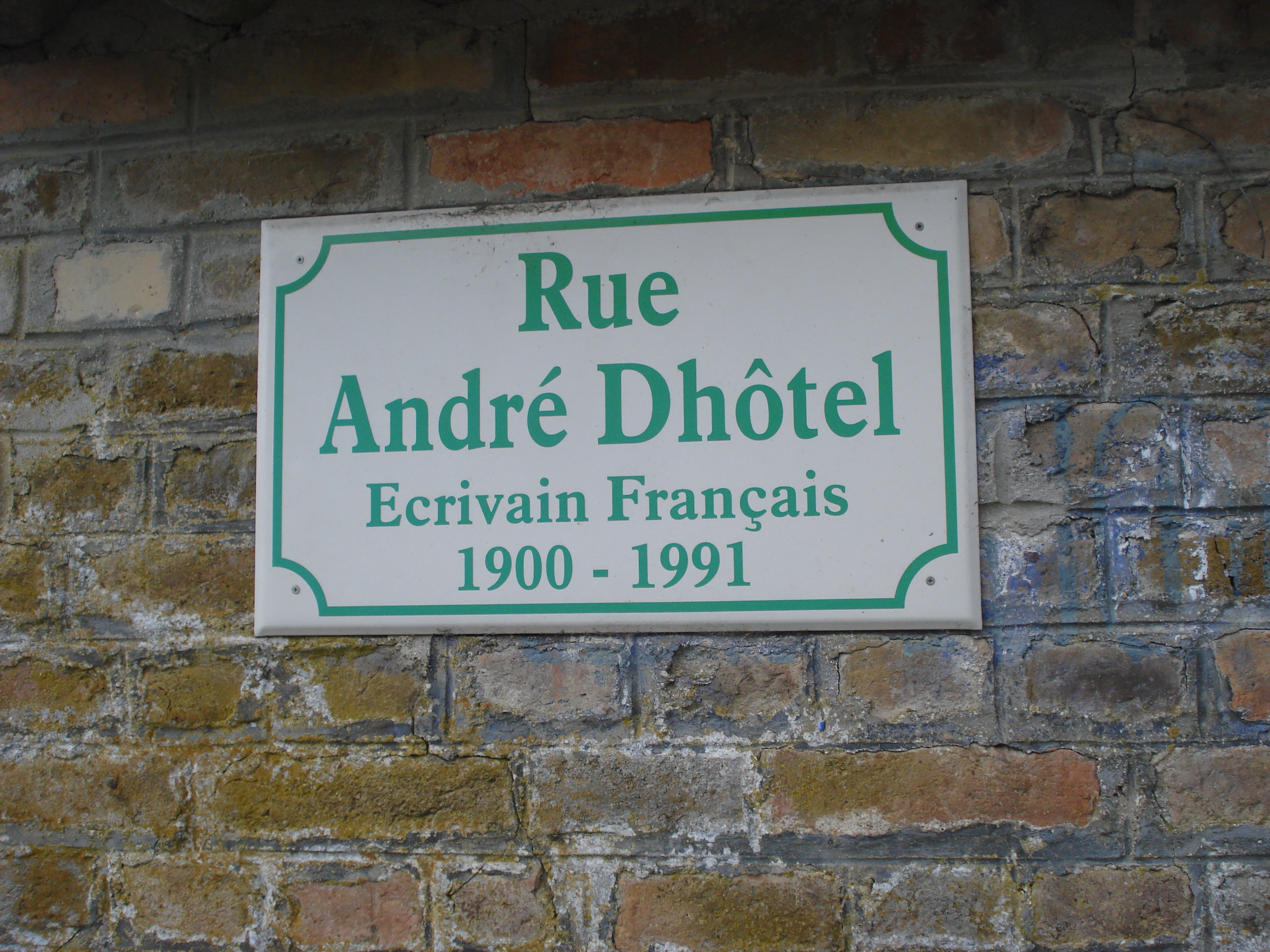
Rue André-Dhôtel à Mont-de-Jeux.
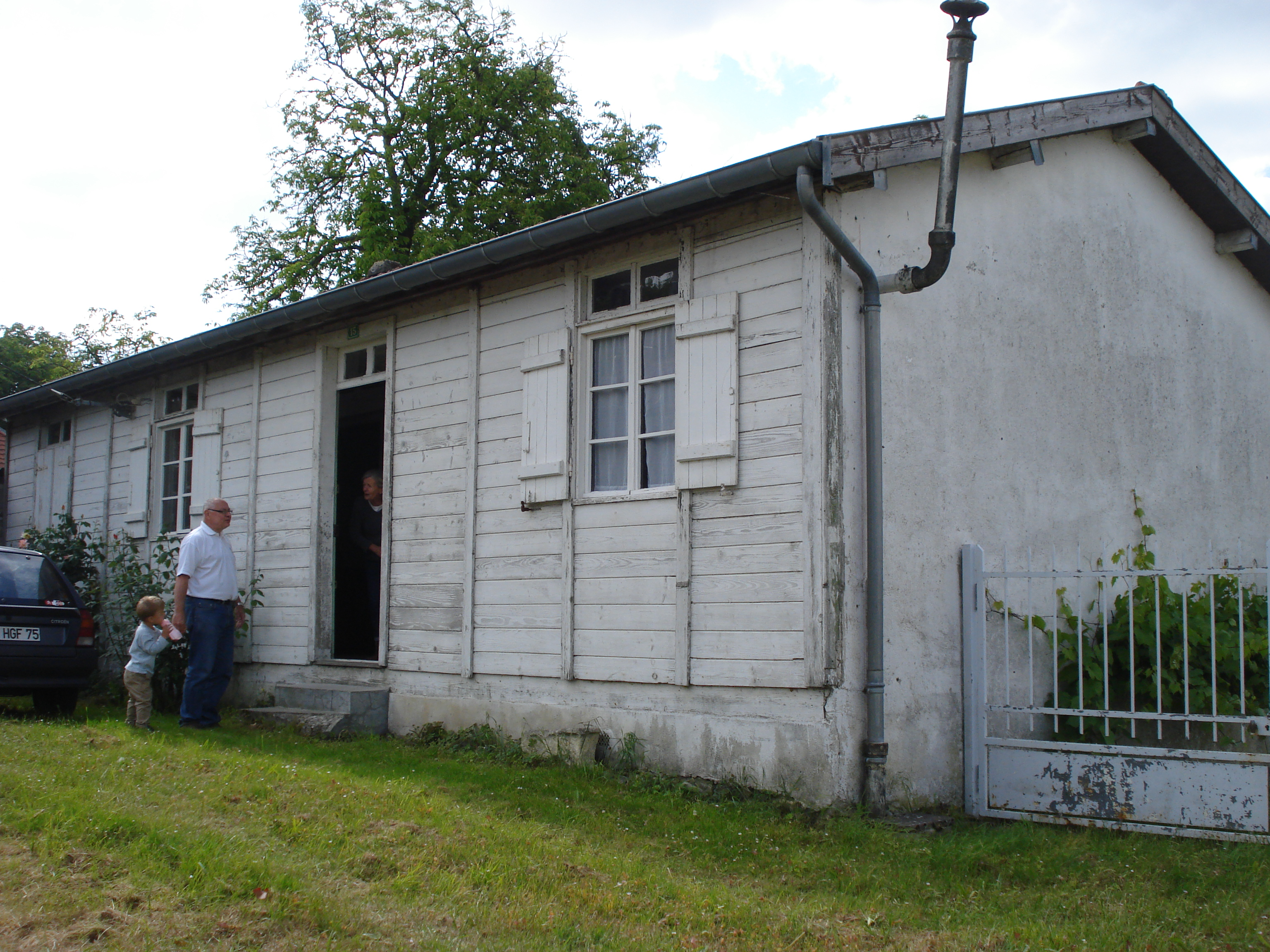
La maison d'André Dhôtel à Mont-de-Jeux, dite la « Maison Blanche ».
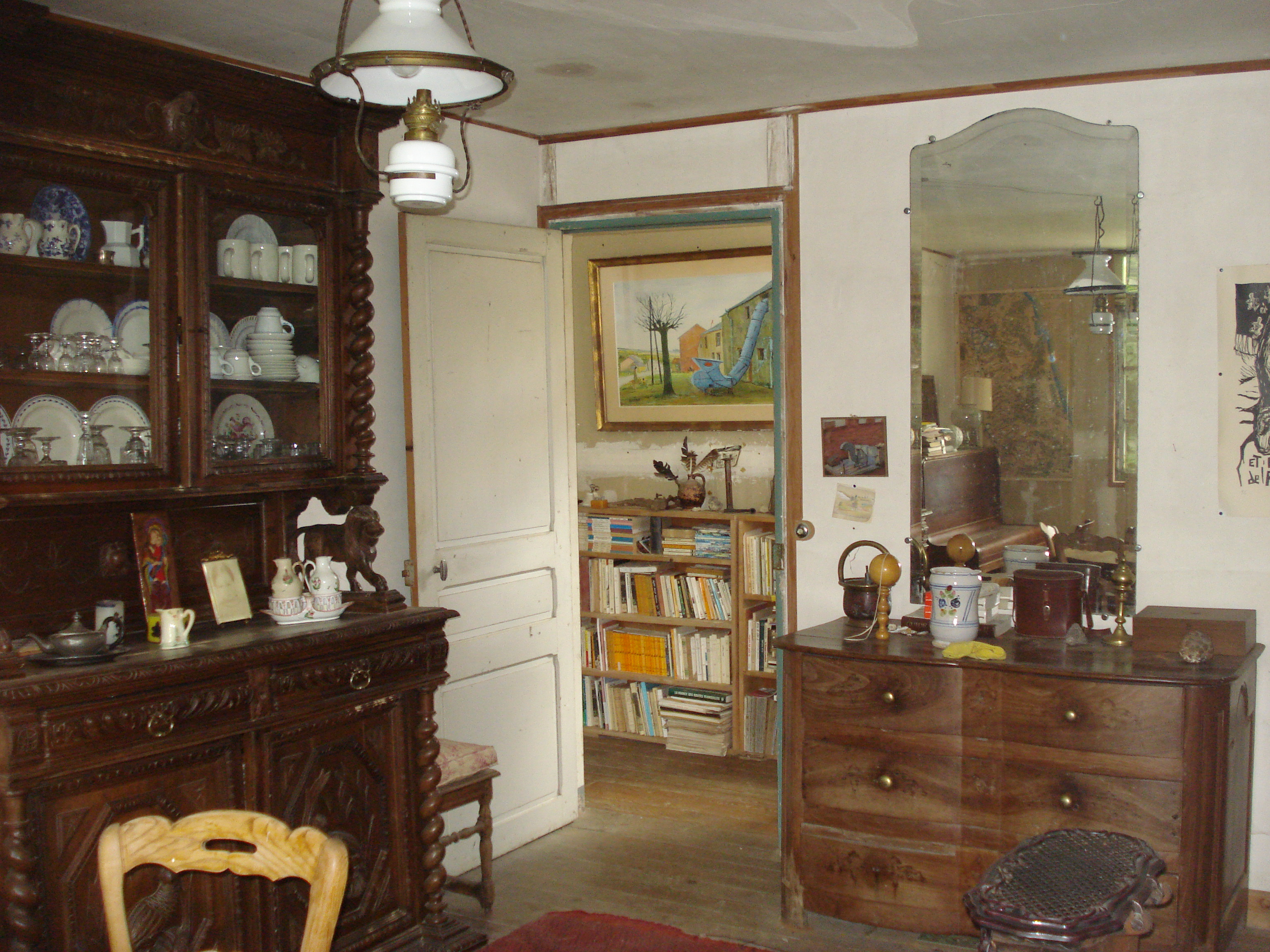
Salon de sa maison à Mont-de-Jeux, laissé en l'état.
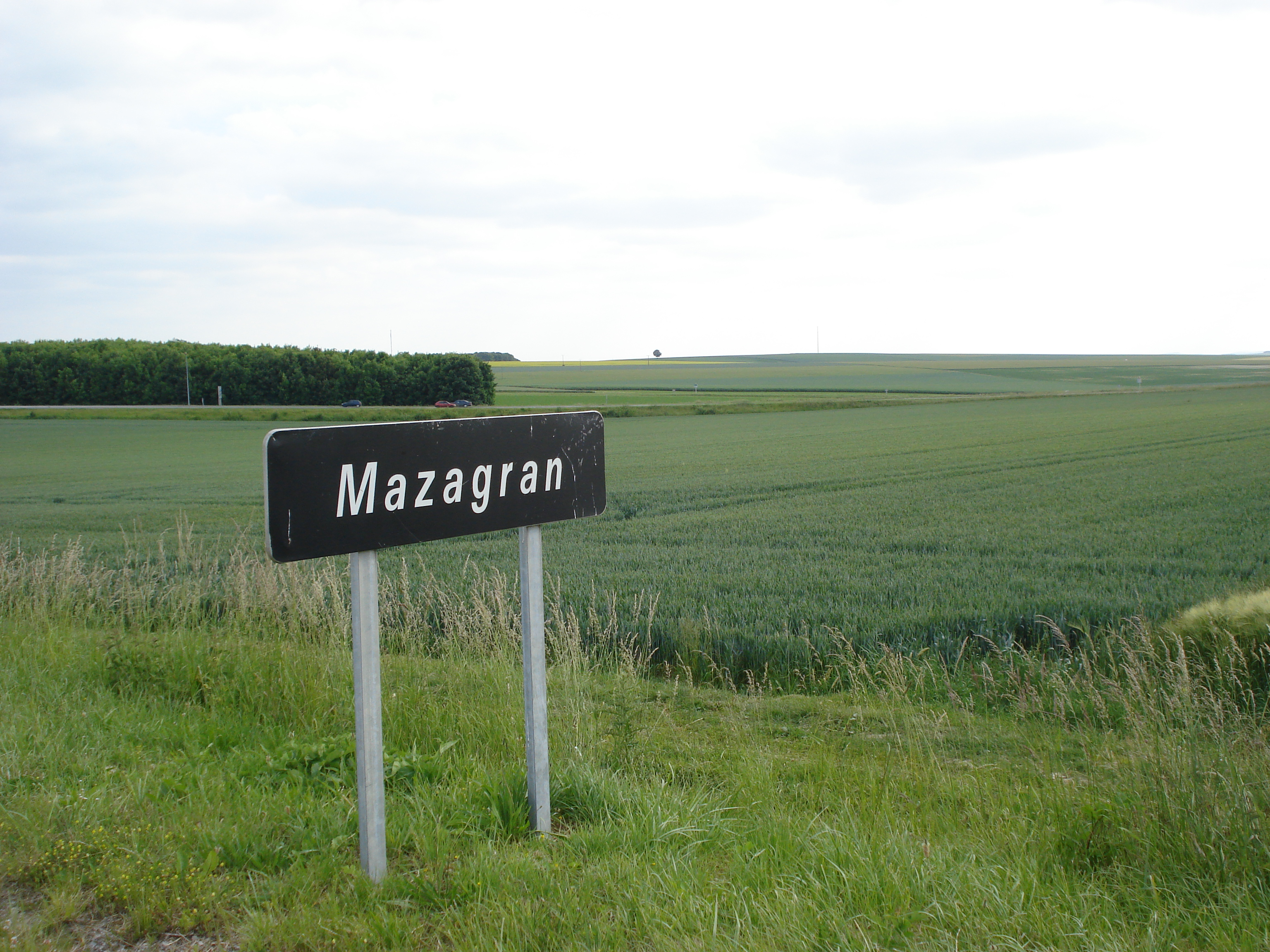
Le plateau de Mazagran, site éponyme du livre.

## Citation d'André Dhôtel
- « La seule voie d'espoir et de salut, celle de la curiosité et de l'étonnement. Comment serait-on étonné sans trouble et sans mystère ? Et comment vivre si on ne s'étonne jamais ? ». Les mots espoir et salut prennent une nette connotation politique et religieuse, si la recherche personnelle ou individuelle s'agrège à un monde collectif ou à une société.

## Décorations
- Chevalier de l'ordre des Arts et des Lettres (1957)[6]

## Archives
Les papiers personnels, les manuscrits des œuvres littéraires et critiques et la correspondance d'André Dhôtel sont conservés aux Archives départementales des Ardennes sous la cote 144J. Après le décès de son père, son fils François Dhôtel avait déposé ses manuscrits à la Bibliothèque universitaire d’Angers où des recherches universitaires ont été réalisées autour de l'écrivain. En 2019 et 2021 François Dhôtel a souhaité faire don au Département des Ardennes de tous les documents relatifs à André Dhôtel, auxquels sont venus s'ajouter les manuscrits précédemment conservés à Angers. Tous ces documents sont librement communicables pendant les horaires d'ouverture de la salle de lecture des Archives départementales.

## Publications
André Dhôtel a fait publié, outre ses nombreux articles de revue, petits essais et poésies, plus de 70 ouvrages, dont une quarantaine de romans.

### Romans
- Campements, Paris, Gallimard, 1930 ; rééd. 1987.
- Le Village pathétique, Paris, Gallimard, 1943 ; rééd. coll. « Folio », 1975.
- Nulle part, Paris, Gallimard, 1943 ; rééd. Paris, Pierre Horay, 1956, 1977 ; Rombaldi, 1979.
- Les Rues dans l’aurore, Paris, Gallimard, 1945.
- Le Plateau de Mazagran, Paris, Éditions de Minuit, 1947 ; rééd. Paris, Guilde du livre, 1960 ; Paris, Marabout, 1977.
- David, Paris, Éditions de Minuit, Paris, 1948 ; rééd. aux nouvelles éditions Marabout, Verviers, 1979 [roman à thématique sociale typique d'entre-deux-guerres, écrit dans les années 1930].
- Ce lieu déshérité, Paris, Gallimard, 1949 ; rééd. 1997.
- Les Chemins du long voyage, Paris, Gallimard, 1949 ; rééd. coll. « Folio », 1984.
- L’Homme de la scierie, Paris, Gallimard, 1950.
- Bernard le paresseux, Paris, Gallimard, 1952 ; rééd. coll. « L'Imaginaire », 1984.
- Les Premiers Temps, Paris, Gallimard 1953 ; rééd. 1987.
- Le Maître de pension, Paris, Grasset, 1954.
- Mémoires de Sébastien, Paris, Grasset, coll. « Les Cahiers verts », 1955.
- Le Pays où l’on n’arrive jamais, Paris, Pierre Horay, 1955 ; rééd. Paris, J’ai lu , 1960 ; Paris, Gallimard, 1975.
- Le Ciel du Faubourg, Paris, Grasset 1956 ; rééd. Paris, Grasset, coll. Les Cahiers rouges, 1984.
- Dans la vallée du chemin de fer, Paris, P. Horay, 1957.
- Le Neveu de Parencloud, Paris, Grasset, 1960.
- Ma chère âme, Paris, Gallimard, 1961 ; rééd. Paris, Phébus, coll. « Libretto », 2003.
- Les Mystères de Charlieu-sur-Bar, Paris, Gallimard, 1962 ; rééd. Rombaldi, 1979.
- La Tribu Bécaille, Paris, Gallimard, 1963 ; rééd. 1977.
- Le Mont Damion, Paris, Gallimard, 1964.
- Pays natal, Paris, Gallimard, 1966 ; rééd. Paris, Phébus, coll. « Libretto », 2003.
- Lumineux rentre chez lui, Paris, Gallimard, 1967 ; rééd. Phébus, coll. « Libretto », 2003.
- L'Enfant qui disait n'importe quoi, Paris, Gallimard, 1968 ; rééd. coll. « Folio Junior » avec illustrations, 1978, 1980.
- L'Azur, Paris, Gallimard, 1968 ; rééd. coll. « Folio », 2003.
- Un jour viendra, Paris, Gallimard, 1970 ; rééd. Paris, Phébus, Libretto, 2003.
- La Maison du bout du monde, Paris, P. Horay, 1970.
- L’Honorable Monsieur Jacques, Paris, Gallimard, 1972.
- Le Soleil du désert, Paris, Gallimard, 1973 ; rééd. 1997.
- Le Couvent des pinsons, Paris, Gallimard, 1974
- Le Train du matin, Paris, Gallimard, 1975.
- Les Disparus, Paris, Gallimard, 1976.
- Bonne nuit Barbara, Gallimard, 1978.
- L’Île de la croix d’or, Paris, Gallimard, 1000 soleils, 1978.
- La Route inconnue, Paris, Phébus, 1980.
- Des trottoirs et des fleurs, Paris, Gallimard, 1981.
- Je ne suis pas d’ici, Paris, Gallimard, 1982.
- Histoire d’un fonctionnaire, Paris, Gallimard, 1984.
- Vaux étranges, Paris, Gallimard, 1986.
- Lorsque tu reviendras, Paris, Phébus, 1986.

### Nouvelles, récits et contes
- Du Pirée à Rhodes, Le Rouge et le noir, 1928 ; rééd. Rezé, Séquences, 1996 (suivi de Printemps grec, préface de Jean Grosjean).
- Ce jour-là, Paris, Gallimard, 1947.
- La Chronique fabuleuse, Paris, Éditions de Minuit, 1955 ; rééd. Paris, Mercure de France (éd. augmentée), 1960 ; rééd. 2000.
- L'Île aux oiseaux de fer, Paris, Fasquelle, coll. « Libelles », 1956 ; rééd. Paris, Grasset, coll. « Cahiers rouges », 2002.
- Nulle part, Paris, P. Horay, 1957.
- Les Voyages fantastiques de Julien Grainebis, Paris, P. Horay, 1957 ; 2003
- Idylles, Paris, Gallimard, 1961 ; coll. « Folio », 2003.
- La Plus Belle Main du monde, Paris, Casterman, coll. « Plaisir des contes », 1962.
- Le Robinson de la rivière, Paris, Casterman, coll. « Plaisir des contes », 1962.
- Les Lumières de la forêt, Paris, Fernand Nathan, 1964.
- Un soir, Paris, Gallimard, 1977.
- La Merveilleuse Bille de verre, Paris, Robert Laffont, 1980.
- Comment Fabien regarda l’aurore, Paris, Clancier-Guénaud, Les Premiers temps, 1982.
- La Princesse et la lune rouge, Paris, Casterman, 1982.
- Le Bois enchanté et autres contes, Paris, Hachette, 1983.
- Rhétorique fabuleuse, Paris, Garnier, 1983 ; rééd. Cognac, Le Temps qu'il fait, 1990.
- La Nouvelle Chronique fabuleuse, Paris, P. Horay, 1984.
- Pierre Marceau (Mesures, no 2, 15 avril 1940), Paris, Mont Analogue, 1993.
- Un adieu, mille adieux, Paris, La bibliothèque Gallimard , 2003.
- Beauté, Paris, Phébus, coll. « Libretto », 2004.
- Le Club des cancres, (récit paru primitivement dans le no 1029 du 1er mai 1949 du Mercure de France) ill. et postface de Jean-Claude Pirotte, Paris, La Table Ronde, 2007.
- D’un monde inconnu, ill. de Daniel Nadaud, Saint-Clément-de-Rivière, Fata Morgana, 2012.
- Histoire sentimentale, Paris, Lettres vives, 2022.

### Poèmes
- Le Petit Livre clair, Arras, Le Rouge et le noir, 1928 ; Montolieu, Deyrolle & Théodore Balmoral, 1997, (préface de Thierry Bouchard).
- La Vie passagère, Paris, Phébus, 1978.
- Poèmes comme ça, Cognac, Le Temps qu’il fait, 2000 (préface de Jean-Claude Pirotte).

### Essais
- L'œuvre logique de Rimbaud, Mézières, Éditions de la Société des écrivains ardennais, 1933.
- Rimbaud et la révolte moderne, Paris, nrf Gallimard, 1951.
- Saint Benoit-Joseph Labre, Paris, Éditions Plon, 1957.
- Le Roman de Jean-Jacques, Paris, Éditions du Sud, 1962.
- La vie de Rimbaud, Paris, Éditions du Sud, 1965.
- Nord-Flandre Artois-Picardie, texte par André Dhôtel, photographies par Jacques Fronval, Christian de Rudder, Alain Perceval, Jacques Verroust, série Tourisme en France nr 17, Paris, Éditions SUN, 1971.
- Jean Follain, série Poètes d'aujourd'hui nr 49, Paris, Éditions Pierre Seghers, 1972.
- Jean Paulhan, série Qui suis-je ?, Paris, Éditions La Manufacture, 1986.
- La littérature et le hasard, recueil de textes établi et présenté par Philippe Blondeau, Saint-Clément-de-Rivière, Fata Morgana, 2015.

### Autres écrits
André Dhôtel, écrivain publié dès 1943, consacré en 1955 par le prix Femina, reconnu pleinement dans les années 1970, a été souvent sollicité pour écrire diverses présentations pendant les Trente Glorieuses et, plus encore durant ses dernières années. Leur énumération exhaustive, à l'instar de ces articles de revues mieux connus, paraît ici une tâche impossible.

#### Préfaces ou postfaces
- Georges-Emmanuel Clancier, Une voix, Gallimard, 1956. Préface d'André Dhôtel.
- Lilika Nakos (en), Madame Dorémi, professeur en Crête, Flore, 1956, 224 pages. Préface d'André Dhôtel[note 11].
- Henri Heine, Tableaux de voyage, Club français du Livre, 1957. Préface d'André Dhôtel.
- Mervyn Peake, Titus d'Enfer, Stock, 1974. Préface d'André Dhôtel.
- Réédition des revues "Aventures" et "Dés"  avec préface d'André Dhôtel, Stock, 1975.
- Edmond Dauchot, Ardenne bien aimée, préface d'André Dhôtel, Paris-Gembloux, J. Duculot, 1976
- René Henoumont, Edmond Dauchot : le photographe de l'Ardenne d'autrefois, introduction de Georges Vercheval, avec un témoignage de René Henoumont et une postface d'André Dhôtel, Tournai, La Renaissance du Livre, 2000  (ISBN 2-8046-0423-3)
- Gianni Guadalupi et Alberto Manguel, Guide de nulle part et d'ailleurs, Le Fanal, 1981. Préface d'André Dhôtel.

#### Scénarios
- 1968 : Provinces (émission La clairière aux grives), réalisation de Robert Mazoyer
- 1973 : Le Maître de pension, téléfilm de Marcel Moussy

#### Théâtre
- Le Pays des cerisiers, Cahier de la Pléiade, 1947.

### Entretiens
- L'École buissonnière, entretiens avec Jérôme Garcin, Paris, Pierre Horay, 1984

### Bibliophilie
- La Longue Histoire, aquatintes et eaux-fortes de J.J.J. Rigal, Les Bibliophiles de France, 1978
- Le Chemin, pointe-sèche d'Edmond Rigal avec un poème d'André Dhôtel, arenella Édition, 1982
- Le Chemin du rêve, linogravures de Gilles Sacksick, L'amateur d'estampes, 1985

### Prix ou récompenses
- Prix Sainte-Beuve (1947)
- Prix Femina (1955)[9]
- Grand prix de littérature pour les jeunes (1960)
- Grand prix de l'Académie française (1974)
- Grand prix national des lettres (1975)[10]
- Grand prix de littérature de la Société des gens de lettres (1988)